# Западносахарские языки
Западносаха́рские языки́ (также канури-тубу, канури-теда, канури) — языковая ветвь сахарской семьи языков, распространённых в Западном и Центральном Судане (в Нигерии, Нигере, Камеруне и Чаде). Включает две группы — канури и тубу. Число говорящих — более 4,3 млн чел., большую часть (4 млн) составляют носители языка канури.
Языки группы — синтетические (отчасти флективные). Общим является наличие 5 тонов, имеющих грамматическое и семантическое значение. Также общей чертой можно назвать морфологию с развитой системой глагольного словоизменения, регулярной и нерегулярной системой спряжения, изобилующей разнообразием формообразований. Применяемый в языке порядок слов: субъект — объект — предикат.